# Allan Kamwanga
Allan Kamwanga (30 ottobre 1968) è un ex calciatore zambiano, di ruolo difensore.

## Carriera

### Club
Ha sempre giocato nel massimo campionato zambiano.

### Nazionale
Con la maglia della Nazionale ha disputato due edizioni della Coppa d'Africa, giungendo al terzo posto nel 1996.